# 868
| 868                |
| ------------------ |
| Dødsfald - Fødsler |
|                    |

| Gregoriansk kalender | 868 DCCCLXVIII          |
| Ab urbe condita      | 1621                    |
| Armensk kalender     | 317 ԹՎ ՅԺԷ              |
| Kinesiske kalender   | 3564 – 3565 丁亥 – 戊子 |
| Etiopisk kalender    | 860 – 861               |
| Jødisk kalender      | 4628 – 4629             |
| Hindukalendere       |                         |
| - Vikram Samvat      | 923 – 924               |
| - Shaka Samvat       | 790 – 791               |
| - Kali Yuga          | 3969 – 3970             |
| Iransk kalender      | 246 – 247               |
| Islamisk kalender    | 254 – 255               |

Se også 868 (tal)

## Dødsfald
- d. 1. juli – Ali al-Hadi, Shiitisk Imam (født 828)

| År | Spire Denne artikel om et år, årti, århundrede eller årtusinde er en spire som bør udbygges. Du er velkommen til at hjælpe Wikipedia ved at udvide den. |